# 西大寺鉄道
西大寺鉄道（さいだいじてつどう）は、かつて岡山県岡山市と西大寺市（現在は岡山市に合併され岡山市東区）の間を結んでいた鉄道路線、およびその運営会社である。
914mmという特殊軌間（3フィート軌間）を用いた鉄軌道の中でも最後に残った路線として知られる。「西鉄」（さいてつ）と略称され、地元民には「けえべん」の愛称で親しまれた。
並行バス路線がなかったことや岡山市街地に乗り入れていたことからその最終期まで一貫して旅客輸送量が多く、軽便鉄道としては良好な営業成績を保っていたが、1962年、国鉄赤穂線（伊部 - 東岡山間）の開通により、同線との競合を避けるため廃止された。
末期には子会社であった両備バスに合併。両備バス西大寺鉄道線となった。

## 歴史
西大寺市北部を通った山陽鉄道（現JR山陽本線）が敷設された当時、西大寺地方は海運や吉井川の舟運に恵まれており、鉄道敷設の必要性は低かった。しかし、日清戦争での勝利や好景気に次いで起こった日露戦争などによる影響で、地方産業の開発機運が高まり、地方鉄道の開設の機運も高まっていた。そこで、当時の西大寺町長、山口誠孝が有志とはかり、西大寺軽便鉄道の敷設を計画、1911年に観音 - 長岡間が開業した。
西大寺鉄道は、軽便鉄道（地方鉄道）として日本唯一の914mm軌間を持つ鉄道であった。この軌間は、1900年代 - 1930年代にかけて北部九州に発達した馬車鉄道や軌道で多く用いられたが、本州では西大寺以外に戦前の石川県下の馬車鉄道で採用例があるのみで、西大寺軌道がわざわざ採用した動機は不明である。
「開業時に、当時914mm軌間であった熊本県の菊地軌道（のち熊本電気鉄道）から中古車両その他を譲り受けたことによるもの。」という説があるが、菊池軌道からの中古車両はほとんど1926年1月（8・9号機関車のみ1927年2月）譲受で開業から14年ほど経過しているので無理がある。鉄道省文書（国立公文書館所蔵）によれば1907年（明治40年）に下付された軌道敷設特許状では動力電気、軌間1067mmであった。しかし諸事情から動力蒸気、軌間762mmに変更し、さらに「（762mm）軌幅ニテハ客貨車ノ容積矮小ニシテ乗客ノ不便少ナカラス貨物ノ輸送力薄弱ト相心得是等ノ欠点ヲ補ヒ且一層運搬ノ安全ヲ期シ軌幅（914mm）ニ致シタク」を理由として軌間変更申請をしている。
また『西大寺鉄道52年史』によると「購入先（注：大阪岸本商店の事）にちょうど三呎（注：914mm）軌間の器材が揃っていたため購入を決めた」という記述があるので、大株主で役員も1人いた大阪岸本商店に何らかの理由で914mm軌間の機関車があり、これを進められたことで914mm軌間に決定したのではないかという説を安保彰夫は『RM LIBRARY89　西大寺鉄道』P7で述べている。
計画当初は岡山市側の終点を門田屋敷中納言にして三蟠鉄道や岡山電気軌道との乗り換えをしやすくする予定だったが、実際は市内中心部に入らず、後楽園北側の蓬莱橋正面に作られた後楽園駅が終着駅となった。
これは観光客目当てではなく、目の前の旭川を渡る鉄道橋を建設できなかったためである。ただし後楽園を挟んで蓬莱橋・鶴見橋の2つの道路橋で旭川を渡れば徒歩10分ほどで岡山電気軌道番町線の停留所があり、市内中心部へ乗り継ぐことができた。
これに対し、岡山 - 西大寺間に存在するもう一つの大河である百間川（旭川放水路）の渡河については橋梁を架設せず、堤防に切り通し（陸閘＝りっこう）を設けて横断する大胆な形態を取っていた。河川を管理する内務省およびその後身である建設省はこのような河川の通水の障害となる構築物の設置には反対するのが通例であったが、百間川は本来旭川の治水事業の一環で築造された放水路であり、通常は水が流れていなかったために認められたものであった。もっとも、旭川が洪水等で百間川に緊急放水される際は両岸の陸閘にそれぞれ板を落とし込んで堤防を閉鎖し、列車は運休となった。陸閘の開閉作業は西大寺鉄道の職員が行っていた。
西大寺で毎年2月に開かれる奇祭「西大寺観音院会陽」の際には、保有車両全車を出動させて長大編成を組み、ピストン輸送を行った。
戦前の会陽輸送では、車両の屋根上にまで人が溢れるほどの混雑を呈したと伝えられ、実際に写真も残されている。あまりの荷重で先頭の蒸気機関車の力だけでは発進が容易でないことから、客車代わりに編成内に連結された気動車にもエンジン始動状態で運転士が乗り込み、発進時のみ機関車に協調してギアを繋いで補助していた。混雑の凄まじさがうかがえる。

### 補償問題
本鉄道の経営状態は戦後廃止に至るまで1度の例外を除いて黒字決算を維持しており、日本では史上唯一黒字での軽便鉄道の廃線となった。
これは、戦後は赤穂線開業を見越して、機関換装などの気動車の改造工事以外の設備投資をほぼ完全に抑止していたことが主因であり、その一方で補償金算出を前提に帳簿上の操作で黒字を意図的に出していたとも言われるが、当鉄道の場合、会陽の特別輸送による収入が莫大なものであったのは事実であり、これが黒字決算に大きく貢献していたことは否定できない。
戦前には国鉄線が競合線として建設されたことで既存私設鉄道線が廃線となる場合、その経営状況等に応じて国から所定の廃止補償金が支払われるのが通例であったが、戦後は国鉄が公社化してこの制度が無くなり、実際にも赤穂線相生 - 播州赤穂間の開業により営業廃止となった赤穂鉄道の場合、会社が最終的に解散に追い込まれたにもかかわらず、補償金が一切支払われなかった。
赤穂線の全通に際しても、この赤穂鉄道のケースを前例として国鉄側は補償金の支払いを拒んだが、巨額の現金収入をもたらしてきた黒字路線を潰された両備バス側は当然猛反発し、路線廃止後も請願や運動を重ねて、1965年に国鉄線開業に伴う競合線廃止に係る補償申請にこぎ着け、1966年にようやくのことで補償金を得た。この際、路線撤去費用等の残務処理経費2,355万円を含む1億9,804万円の申請に対し、4割に満たない7,329万1,091円が補償金として支払われており、諸経費を除く実質的な補償額は5千万円に満たなかったことが判る。
この後、高規格な国鉄線が地方鉄道線の競合線として建設され、これに伴い当該地方鉄道が廃止に追い込まれる事例は井原線（井笠鉄道）、湖西線（江若鉄道）、そして阿佐線（土佐電気鉄道安芸線）と西日本に幾つか発生したが、これらは本鉄道の補償問題を教訓としてか、いずれも廃止線の用地を一部買収（用地買収を担当した日本鉄道建設公団は実際には必要のない用地を多数取得していた）するという形で実質的な補償金が支払われ、問題の解決が図られた。それゆえこの補償制度を利用する企業は以後1社も現れず、この制度自体も1987年4月1日の国鉄分割民営化に伴い終了した。

### 年表
- 1906年（明治39年）8月 大戸復三郎、山口誠孝らが西大寺軽便鉄道創設委員会を組織[4]
- 1907年（明治40年）9月7日 西大寺電気軌道に対し軌道特許状下付（軌間1067mm、動力電気）[9]
- 1910年（明治43年）7月31日 西大寺軌道株式会社として設立[10][11]
- 1911年（明治44年）12月29日 観音（後の西大寺市） - 長岡（後の財田）間 (5.5km) が開業[10]。動力蒸気、軌間914mm。所要時間は24分で1日36回の運転
- 1912年（明治45年）1月28日 長岡 - 森下間 (4.6km) が開業[10]。所要時間は41分で1日48回の運転
- 1913年（大正2年）8月16日 鉄道免許状下付（西大寺町-九蟠村間）[12]
- 1914年（大正3年）
  - 7月10日 観音駅を西大寺町駅に、松崎駅を広谷駅に、岩間駅を長利駅に、長岡駅を財田駅に、関駅を幡多駅に、二本松駅を藤原駅に改称届出
  - 9月6日 軌道条例による軌道から軽便鉄道法による軽便鉄道に変更[13][注釈 9]
  - 9月22日 鉄道免許状下付（岡山市-上道郡宇野村間）[14]
  - 11月2日 西大寺鉄道株式会社に商号を変更（登記）[15]
  - 11月5日 原尾島停車場を平時休止し毎年2月14日より19日までに限り臨時使用[16]
- 1915年（大正4年）
  - 6月15日 鉄道免許一部取消（西大寺町-芳野村間及び岡山市内）[17]
  - 9月15日 森下 - 後楽園間 (1.3km) が開業[18]
- 1916年（大正5年）
  - 4月28日鉄道免許失効（1913年8月16日免許、西大寺町-九蟠村間、指定ノ期限内ニ工事施工認可申請ヲ為ササルタメ）[19]
  - 10月20日 幡多駅を大師駅に改称[20]
- 1923年（大正12年）7月1日 原尾島停車場を廃止[21]
- 1931年（昭和6年）
  - 6月5日  内燃動力併用認可[10]
  - 7月9日 ガソリンカー導入
- 1933年（昭和8年）9月1日 藤原 - 森下間に岡山競馬場前駅が開設
- 1936年（昭和11年）3月1日 後楽園駅が仮駅として移設
- 1937年（昭和12年）1月1日 後楽園駅が廃止時の場所に移設
- 1939年（昭和14年）2月 西大寺鉄道独自で開発した薪ガス発生炉が完成し、試運転が開始
- 1940年（昭和15年）-1942年（昭和17年）頃 岡山競馬場前駅を岡山練馬場駅に改称
- 1952年（昭和27年）頃 岡山練馬場駅を原尾島駅に改称
- 1953年（昭和28年）2月1日 西大寺町駅を西大寺市駅に改称
- 1955年（昭和30年）10月1日 子会社の両備バス株式会社に合併し解散。これにより、両備バス西大寺鉄道線となる
一般にはこの後も引き続き「西大寺鉄道」と呼ばれた。
本社は西大寺市駅構内から岡山市内の旧両備バス本社へ移転したが、登記上の本店は岡山市下石井110番地の6から1955年10月18日に岡山県西大寺市西大寺359番第2地に移転。現在も両備ホールディングスの本店は同所にある（廃線跡・残存建築物も参照）。
- 1962年（昭和37年）
  - 9月1日 国鉄赤穂線伊部 - 東岡山間が開通。同日から廃止日の9月7日まで、さよなら列車が運行
  - 9月7日 西大寺鉄道線の全線を廃止
  - 9月8日 西大寺市立西大寺中学校（現・岡山市立西大寺中学校）体育館にて閉業式が開催
9月7日に通常ダイヤでの無料運行を実施。9月8日に廃止記念列車を1往復運行

## 路線データ
※廃止直前のデータ
- 路線距離（営業キロ）：11.4km
- 軌間：914mm
- 駅数：10駅（起終点駅含む）
- 複線区間：なし（全線単線）
- 電化区間：なし（全線非電化）
- 閉塞方式：タブレット閉塞

### 駅一覧
- 駅名、接続路線の事業者名、所在地などは廃線時のもの。全駅岡山県に所在。
  - 日本国有鉄道は現・西日本旅客鉄道。
  - 西大寺市は現・岡山市東区。
  - 下表で岡山市内の駅は現在の中区相当の地域に所在。
- 全列車普通列車（全駅に停車）。
- 列車交換 … ◇・∧：交換可、｜：交換不可

| 駅名       | 営業キロ | 営業キロ | 接続路線                           | 列車交換 | 所在地   |
| 駅名       | 駅間     | 累計     | 接続路線                           | 列車交換 | 所在地   |
| ---------- | -------- | -------- | ---------------------------------- | -------- | -------- |
| 西大寺市駅 | ‐        | 0.0      |                                    | ◇        | 西大寺市 |
| 広谷駅     | 1.8      | 1.8      |                                    | ◇        | 西大寺市 |
| 大多羅駅   | 1.3      | 3.1      |                                    | ｜       | 西大寺市 |
| 長利駅     | 1.1      | 4.2      |                                    | ｜       | 岡山市   |
| 財田駅     | 1.3      | 5.5      | 日本国有鉄道：山陽本線（東岡山駅） | ◇        | 岡山市   |
| 大師駅     | 1.7      | 7.2      |                                    | ｜       | 岡山市   |
| 藤原駅     | 1.4      | 8.6      |                                    | ｜       | 岡山市   |
| 原尾島駅   | 0.5      | 9.1      |                                    | ｜       | 岡山市   |
| 森下駅     | 1.0      | 10.1     |                                    | ◇        | 岡山市   |
| 後楽園駅   | 1.3      | 11.4     |                                    | ∧        | 岡山市   |

### 廃止駅
- 原尾島駅：1912年（明治45年）1月28日開業、1914年（大正3年）11月5日休止、1915年（大正4年）2月14日より臨時駅として毎年2月14日から19日の間のみ開設[16]（駅間が全線中最短であり乗降客僅少、貨物は絶無のため廃止しても不便にはならない。毎年2月中旬は観音院会陽の日にあたり参詣客多数のため営業したいと[22]）。1923年（大正12年）7月1日廃止[21]。西大寺市駅（当時は西大寺町駅）から9.4キロ。なお、廃止時点で存在していた原尾島駅とは別の位置にあった。

## 保有車両

### 蒸気機関車
開業時に5両を一挙に新製したオーレンシュタイン・ウント・コッペル-アルトゥル コッペル社や、菊池軌道から譲受したハノーマグ社といったドイツメーカー製のB型ウェルタンク式蒸気機関車を主力としていた。蒸気機関車はのべ9両が在籍した。
井笠（開業時の路線長19.4km・機関車3両）や下津井（路線長21km・機関車3両）といった近隣他社と比較すると、路線長に比して開業に当たって準備された機関車の両数がかなり多いが、これは当初より高頻度運転でフリークエント・サービスを実施していたことと、1日で1年の収入の大半を稼ぎ出すとさえ言われた観音院会陽の特別輸送に備える必要があったことによるものであった。
これらは火の粉止めを目的に、ラッキョウを思わせる珍妙な形状をした、非常に背の高い煙突を装備していたのが最大の特徴である。火の粉や煤煙が客車の乗客に降りかかるのを防止する目的であったが、トンネルや陸橋の皆無な路線条件も手伝って、際限なく延伸が繰り返され、車両限界は屋上の煙突周りだけが突出して高くされた。ついには当時の国鉄が擁していた大型蒸気機関車の煙突と肩を並べる高さに到達し、監督官庁である鉄道省から高さが過大であるとして認可が得られなくなる程であった。装備された煙突の異様なまでの背の高さは、残された写真からも確認でき、鉄道省の認可を得る前から既に煙突の延長を実施していたことが判る。
記録によれば、一時は煙突を水平に延長し、幌で客車の屋根上に設置した水平煙突と連結することで煙を客車最後尾から排煙するという、日本では前代未聞の機構を採用したことがあった。これは流石に客車の増解結や両端駅での機回り作業があまりに不便として、短期間で取り止めたという。
気動車の導入に伴って蒸気機関車は主力から外れ、9号機関車は1941年に廃車。戦後、気動車の機関換装でその牽引力が向上し、また燃料である石炭の価格が高騰したことから、1949年6月に残存する蒸気機関車全車を除籍し、朝鮮戦争に伴う屑鉄価格の高騰を見計らって1 - 8号機の全車を解体の上でスクラップとして売却している。
蒸気機関車概要
- 1 - 3 : 1910年製造、コッペル製の車軸配置0-4-0(B)型の5t[注釈 14]ウェルタンク機関車。
- 4・5：1910年製造、コッペル製の車軸配置0-4-0(B)型の7ｔタンク機関車。
- 6・7：1913年製造（1926年菊池軌道より譲受）、コッペル製の車軸配置0-4-0(B)型の7ｔタンク機関車。4・5とはシリンダーや水槽容量の大きさが異なる。
- 8・9：1910年製造（1927年菊池軌道より譲受）、ハノマーグ製の車軸配置0-4-0(B)型の7ｔタンク機関車。

### 気動車
1927年より井笠鉄道が導入した、日本車輌製造本店製「軌道自動車」の成功に触発され、1931年からガソリンカーを導入、これによって客車を牽引する方式に主力を切り替えた。

#### 単端式気動車
最初に導入された気動車は大阪の梅鉢鉄工場製の2軸単端式・半鋼製ガソリンカーで、キハ1 - 5の合計5両が1931年に製造された。自動車用のフォードA型・水冷4ストローク直列4気筒エンジン（40HP/2,200rpm）を搭載、最終減速段をチェーン駆動として2軸両方を駆動していた。
その特異な点は、小型の単端式気動車でありながら、輸送力確保のため既存の客車を常に1両牽引する前提で設計されていたことである。気動車本体は全長4.4mしかないため定員は僅か20人だったが、50人乗り客車（軽便鉄道としては大きい）を牽引することで大きな収容力を確保した。運転台と反対側の連結面には、車掌が検札に往来するため貫通路と丈夫なデッキが設けられていた。また観音院会陽輸送の際、代用客車として蒸気機関車に牽引されることを考慮して、台枠強度を客車並みに確保し、初期の気動車としては頑丈に作られていたことも特色である。
フォード製エンジン採用の背景には、当時の日本でもっとも普及していた自動車がフォードであり、スペアパーツの確保・調達が容易であったという事情が存在した。このため西大寺での採用以前から多くの小型気動車で採用例があった。また、梅鉢鉄工場の創業者である梅鉢安太郎の三男、梅鉢信三郎が起こした梅鉢自動車が、当時フォードの関西地区代理店であったという事情もエンジン調達に有利に働いた。
フォード製エンジンは、戦時中の代用燃料化を経て戦後トヨタ製6気筒エンジンに換装されるまで、15年以上に渡って使用された。決して強力ではなかったが、全線に渡って事実上勾配が皆無のため、客車を牽引してもなお十分に実用となっていた。
これらのガソリンカーの導入で実現した最短20分ヘッドのフリークエントサービスは、戦前の非電化私鉄では異例の頻発運転であった。5両の単端式気動車は前面の二枚窓流線型化や駆動系の改修など、幾度となく改造を繰り返されたが、全車が廃線まで在籍した。これは軌間が914mmで車体寸法は762mm軌間の軽便鉄道並み、という寸法条件のために中古車の調達が事実上不可能であり、しかも国鉄赤穂線の延伸計画との兼ね合いで新車導入が難しかったという、西大寺鉄道線の置かれた特殊条件によるものであるが、梅鉢鉄工場が手がけたこれらの車両の基本設計が堅実かつきわめて実用的で、当線の輸送事情に良く適合するものであったのも確かである。いずれにせよ、前時代的な単端式気動車が戦後機関換装や駆動系の改修は実施されたものの、5両揃って30年の長期に渡り運用され続け、長大な走行キロ数を記録したことは特筆に値しよう。

#### ボギー気動車
その後、大型のボギー式両運転台ガソリンカーを1934年から1937年までに合計3両製造した。これらもやはり部品供給事情を重視してフォードの自動車用エンジンを搭載したが、大型車であるため当時最新鋭のフォードV8エンジン（4ストローク・サイドバルブ水冷V型8気筒・排気量3.6 L）を採用している。また、全車共に車体の両端にバスケット状の荷物台を装備した。
1934年に梅鉢車輌で製造された最初のボギー車であるキハ100は、既存のキハ1形を引き延ばしたような四角い車体に正面三枚窓デザインの50人乗り車で、板台枠式動力台車を備え、エアブレーキを装備するなど新機軸を多数採用していたものの、あまりに特殊な設計が多く故障が多発した。これは詳細な資料・写真がほとんど残されておらず『RM 西大寺鉄道』でも牧野俊介氏が1940年に付随台車側の斜め横から撮影したものを「唯一の写真」としているほどである。
貴重な写真と車両寸構図からすると、少なくとも床下中央部にはエンジンが確認できず（向こう側が見える）、『鉄道ファン vol. 218（1979年6月号）』の「レールバスものがたり II-2」では「IV部（注：同年10月号に収録）で紹介する簡易軌道歌登線の自走客車のようにリアエンジン並みの方式ではないか」という湯口徹の説が掲載されている。
他には日本では類例の少ない「台車に直接エンジンを搭載した気動車」ではないかという説もある。
最終的に使いにくかったキハ100は1941年に機関を外され、ハボ23として客車になるが昭和26年（1951年）にいったん廃車にされ、車体を分割してキハ8・10の2両の単端式に改造された。
なお、梅鉢がキハ100を製造する数年前に、やはり大阪にあった零細メーカーの加藤車輌は「パワー・トラック」と称する台車直接装架エンジン方式を開発し、何両かの私鉄気動車に採用されたもののトラブル多発で失敗しているが、それらとキハ100との技術的な関係は定かでない。
これに続いて1936年から1937年にかけ増備されたキハ6（日本車輌製造（日車）本店製）とキハ7（川崎車輌製）はいずれも一般的かつ実用的な床下吊り下げエンジンの60人乗り車で、以後の主力車となった。当時の日車本店製軽便鉄道向けボギー式気動車のフォーミュラに則って四角い車体に正面二枚窓、やや深めの丸屋根というオーソドックスなデザインにまとめられたキハ6に対し、キハ7は川崎車輌が日車と競作した江若鉄道キニ10で習得した、京阪電気鉄道60形「びわこ号」（1934年）の流れを汲む流線型前頭部を採用したのが特徴である。両車とも車体両端に側面開閉可能な大型荷台を備え、自転車搭載が容易になっていた。
台車はキハ6が一体鋳鋼製側枠を備える軸ばね式、キハ7は菱枠構造の軸ばね式で、いずれも日車が実用新案を取得した、機関と変速機を床下の機関台枠に装架し、そこからユニバーサルジョイントで逆転機を介して動輪を駆動する、当時の一般的な駆動システムとなっており、キハ100と比較して格段に実用性が向上していた。もっとも、いかに勾配らしい勾配のない西大寺鉄道線といえども連続定格出力37.0 hp (37.5 PS; 27.6 kW)のフォードV8ではやや非力で、戦後2両揃ってディーゼルエンジンに換装された際には、公称出力90 PS (66 kW; 89 hp)のいすゞDA45（水冷直列6気筒、排気量5.1 L）が採用されている。

#### ボギー車÷2→単端車×2
欠陥車のキハ100は戦時中にエンジンを降ろして客車化されたが、戦後の1951年には、車体中央で切断されて2両の単端式ガソリンカー（キハ8・10）に改造されるという、他にほとんど例のない珍改造を受けた。この2両は既存の単端式気動車に類似した駆動装置を新製し、前面は軽く傾斜した2枚窓の流線型となった。
ちなみにキハ100の扉間窓数は9枚でそれを4枚と5枚に分割したため、キハ8とキハ10では車体の構成が異なっており、キハ8は旧運転台側をそのまま流線型化したために客用扉も前位寄りに設けられていたのに対し、キハ10では旧運転台側を後部に回して切断面側を前位として新造の流線形前頭部を継ぎ足したために客用扉が後位寄りに設けられるという相違があった。なお、この関係でキハ10の後位寄り連結面には大型荷台ごと旧キハ100の前面が残されており、往時の面影を留めていた。
なお、これら2両はいすゞTXトラック用ガソリン機関（いすゞDG32型　4ストローク・サイドバルブ水冷直列6気筒4.4L　公称出力85PS/3,000rpm）を搭載し、変速機を経て歯数比6.25:1のウォームギアで後軸を駆動した。
営業用鉄道車両でのウォームギア駆動は、以後NSL車こと名古屋市交通局800形電車 (軌道)で乗り越しカルダンドライブに採用された例があるのみで戦後の日本で製造、あるいは改造された気動車では（日本車輌製造が開発した、最終減速機と一体化された逆転機にベベルギアを使用するシステムが一般的であったこともあって）これら2両以外に採用例はない。
この改造によりガソリンカーは1両増となったが、以後は西大寺の会陽開催時の混雑対策と、国鉄赤穂線の延伸をにらんで、一切車両の増減がないままに廃線の日を迎えている。
気動車要目（キハ9は当初より欠番）
- キハ1-5：1931年梅鉢鉄工所製造、総重量3.8ｔ、機関フォードAA→トヨタ6気筒、20人乗り。（1941年代燃装置装備、機関換装1948（キハ3 - 5）・1950年（キハ1・2）。）
- キハ100：1934年梅鉢鉄工所製造、総重量8ｔ、機関フォードV8、50人乗り。（1941年機関取り外し、1951年分解されてキハ8・10に改造。）
- キハ6：1936年日本車両製造、総重量11.5ｔ、機関フォードV8→いすずDA45、60人乗り。（1949年機関換装）
- キハ7：1936年川崎車両製造、総重量11.5ｔ、機関フォードV8→いすずDA45、60人乗り。（1949年機関換装）
- キハ8・10：1951年自社工場でキハ100から改造、総重量5t、機関いすず6気筒、20人乗り。

（動力機構はキハ1 - 5までは製造から機関換装まで2軸駆動、機関換装後は1軸駆動。他はすべて最初から1軸駆動。）

### 客車・貨車
客車・貨車はすべて木造ボギー車、客車は大半はモニタールーフを備えたオープンデッキ車体でアーチバー式台車を履く、軽便鉄道の客車としてはごく一般的な構造であった。一部は非力なガソリンカーの牽引に配慮して、軸受を低抵抗のローラーベアリングに交換していたのが特徴である。貨車は有蓋車9両に無蓋車6両だが番号では一切区別せずに連番になっている。
1926年（大正15年）菊池軌道よりボギー客車7両・ボギー有蓋車3両を購入している、うちハボ22が1950年に廃車、元キハ100のハボ23が1951年の廃車の後にキハ8と10に改造だが、他は廃線時まで残存。
客車・貨車要目
- ハボ1－15：定員50人、自重4t、1911（1 - 10）・1913（11 - 15）年製造。（ハボ4・6・11 - 15には自転車台取り付け）
- ハボ16・17：定員50人、自重2.8t、1917年製造・1926年菊池軌道より譲受。
- ハボ18：定員50人、自重2.8t、1918年製造・1926年菊池軌道より譲受。
- ハボ19・20：定員50人、自重2.8t、1917年製造・1926年菊池軌道より譲受。
- ハボ21：定員40人、自重2.5t、1911年製造・1926年菊池軌道より譲受。
- ハボ22：定員30人、自重2.25t、1911年製造・1926年菊池軌道より譲受。
- ハボ23：キハ100の機関を下ろしたもの。詳細は「気動車」の項を参照。
- ワボ1－4：積載量4ｔ、自重3ｔ、1911年製造、有蓋車。
- トボ5－8・11・12：積載量4ｔ、自重2.5ｔ、1913（5 - 8）・1922（11・12）年製造、無蓋車。
- ワボ9・10：積載量4ｔ、自重3ｔ、1913年製造、有蓋車。
- ワカボ13－14：積載量4ｔ、自重2.2ｔ、1913年製造1926年菊池軌道より譲受、有蓋車。
- ワカボ15：積載量4ｔ、自重2.2ｔ、1913年製造1926年菊池軌道より譲受、有蓋車。

（客車の製造元はハボ1 - 15・23（キハ100）が梅鉢鉄工所、菊池軌道譲受の車両が加藤鉄工所。貨車はトボ11・12が自社製造で他はすべて加藤鉄工所。）
車両編成は最末期（1962年3月）のデータで、以下の4パターンを基本とした記録が残されている。
- A:キハ6またはキハ7による単行運転。（60人乗り）
- B：キハ8＋キハ10＋キハ1〜5のうちの1両＋客車6両（＋貨車）。（最大360人乗り）
- C：キハ1〜5のうちの1両＋客車1両。（最大70人乗り）
- D：キハ6＋キハ7＋客車4両。（最大320人乗り）

（列車交換は財田駅のみ。 貨車は西大寺 - 財田間のみ運行、D編成は後楽園駅で客車2両切り離し）
また、湯口徹の「レールバスものがたり II-2」によると、気動車オンリーになってからは「（注：通常時の動力車は）ボギー車2両とせいぜい単端式1両で充分であり、年に一度の会陽裸祭の終夜運転の時だけが1両予備で全車フル稼働。ボギー車には単端1両との重連に客車3〜4両、単端重連は客車4両を引いて4個列車が途中3カ所で離合。」としている。

### 車両数の推移
| 年度      | 機関車 | 内燃動車 | 客車 | 貨車 | 貨車 |
| 年度      | 機関車 | 内燃動車 | 客車 | 有蓋 | 無蓋 |
| --------- | ------ | -------- | ---- | ---- | ---- |
| 1912      | 5      |          | 10   | 4    | 4    |
| 1913      | 5      |          | 15   | 4    | 4    |
| 1914-1920 | 5      |          | 15   | 6    | 4    |
| 1921-1924 | 5      |          | 15   | 6    | 6    |
| 1925      | 7      |          | 22   | 9    | 6    |
| 1926-1930 | 9      |          | 22   | 9    | 6    |
| 1931-1935 | 9      | 5        | 22   | 9    | 6    |
| 1936-1937 | 9      | 8        | 22   | 9    | 6    |
| 1946      | 8      | 7        | 23   | 9    | 6    |
| 1948      | 8      | 7        | 23   | 9    | 6    |
| 1952      | 0      | 9        | 21   | 8    | 7    |
| 1955      |        | 9        | 21   | 9    | 6    |
| 1960      |        | 9        | 21   | 9    | 6    |

- 鉄道院年報、鉄道院鉄道統計資料、鉄道省鉄道統計資料、鉄道統計資料、鉄道統計各年度版、高井薫平『軽便追想』ネコパブリッシング、1997年、213頁

### 保存車両

#### 幻に終わった記念館計画
路線廃止後、西大寺市駅跡に最後まで運行されたボギー式気動車のキハ6・7をはじめとする代表的車両が各車種集められた。保存の手配がとられ、記念館建設の構想も持たれていたが、歳月の経過で両備バス社内から旧西大寺鉄道関係者の数が減ってゆくにつれてその計画は忘れ去られた。集められた車両も朽ち果ててしまい、1970年代後半には旧西大寺市駅構内のバス車庫としての整備の邪魔になったことから、そのほとんどが順次解体されていった。
少なくとも1979年の4月時点ではさび付いてガラスが割れている状態ながらも、キハ4・6・客車と貨車（番号不詳、貨車は有蓋車が写真に写っている）がどうにか原形をとどめていた記録があるが、その後解体されてしまったらしい。このうちキハ6はバスの駐車場となった元の車庫の片隅にそのまま1980年代中盤まで残置されていたが、屋根が抜け落ちるなど荒廃があまりに著しく、結局解体処分に付されており現在製造銘板と社紋だけが保存されている。

#### キハ7号
キハ6と並ぶ主力車であった川崎車輌製（現・川崎重工業）のキハ7は難を逃れ、再塗装などの整備を定期的に実施されつつ両備バス西大寺バスセンター（旧西大寺市駅）に併設された緑川洋一写真美術館前に静態保存されている。これは914mm軌間向けとしては現存唯一の気動車、それも元々生産数が少ない戦前の川崎車両製私鉄向け流線型気動車であることから、その希少性と技術資料としての価値は高く、産業考古学会より2004年に「推薦産業遺産」に認定されている。

#### 客車・貨車
客車（ハボ13）と貨車（ワ3）が各1両ずつ、岡山市北区の池田動物園に軌間の異なる井笠鉄道2号蒸気機関車（動物園経営者・池田家の希望で保存時に3号に改番されたという）と並べて保存されている。また客車が牛窓海水浴場でバンガローになっていた。

##### 100周年記念事業
2009年（平成21年）3月13日から5月24日まで、岡山市東区西大寺地区を中心に開催された、第26回全国都市緑化おかやまフェアの協賛事業、また西大寺鉄道開業100周年及び両備グループ創業100周年を記念して、西大寺バスセンターの構内にて「おめでとう!100歳 ありがとう!100年 西大寺鐵道展」が開催された。閉業後にこの規模の展示会を開催したのは初であり、会場で展示されていた写真などは、通常は展示などをしていないため、閉業時に開催されたイベント以来42年ぶりの展示となった品物も多数あった。
また期間中はキハ7の車内を公開し、館内では機関車の模型が展示され、今回のイベントのために制作されたペーパークラフトや廃線跡のウォーキングマップなどのグッズも発売されていた。この、ウォーキングマップも今回初めて作成され、現在の廃線跡が詳しくトレースされている。公開に先立ちキハ7は車内の修復作業が行われ、廃止当時の姿に近い形に戻された。
グッズ発売の反響が大きかったため、2011年8月31日までの期間限定で「オリジナルけいべんショップ」として通信販売専門ショップが開設されている。
2010年7月31日に西大寺鉄道開業100周年及び両備グループ創業100周年を記念してキハ7号をモデルに製作された「SAI BUS（サイバス）」の運行を開始した。しかしながらデッドスペースが多い上にロングシートであったため岡山-西大寺線で使用するには難があり、現在は子会社の東備バスに移管されている。

## 廃線跡・残存建築物

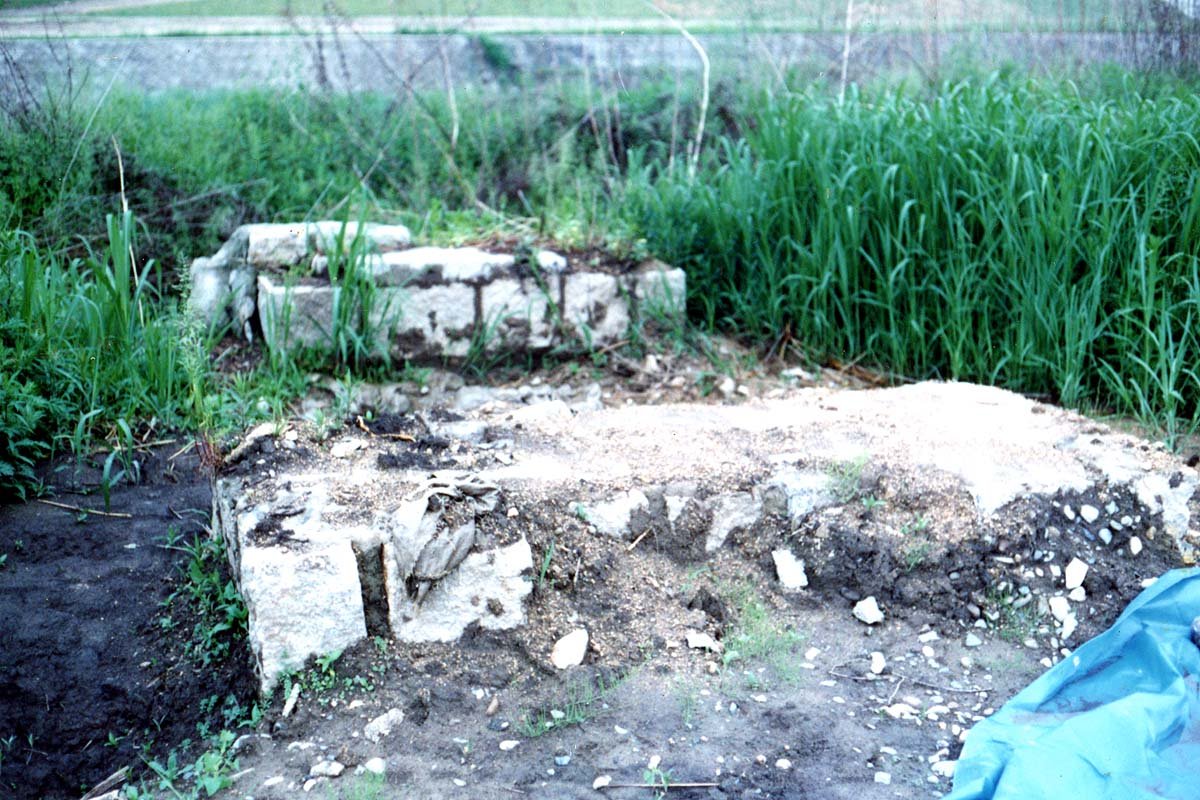
1990年代の百間川河川敷整備工事で出土した河川敷内用水路部分の西大寺鉄道橋台跡。まもなく撤去整地され現存しない（1993年）

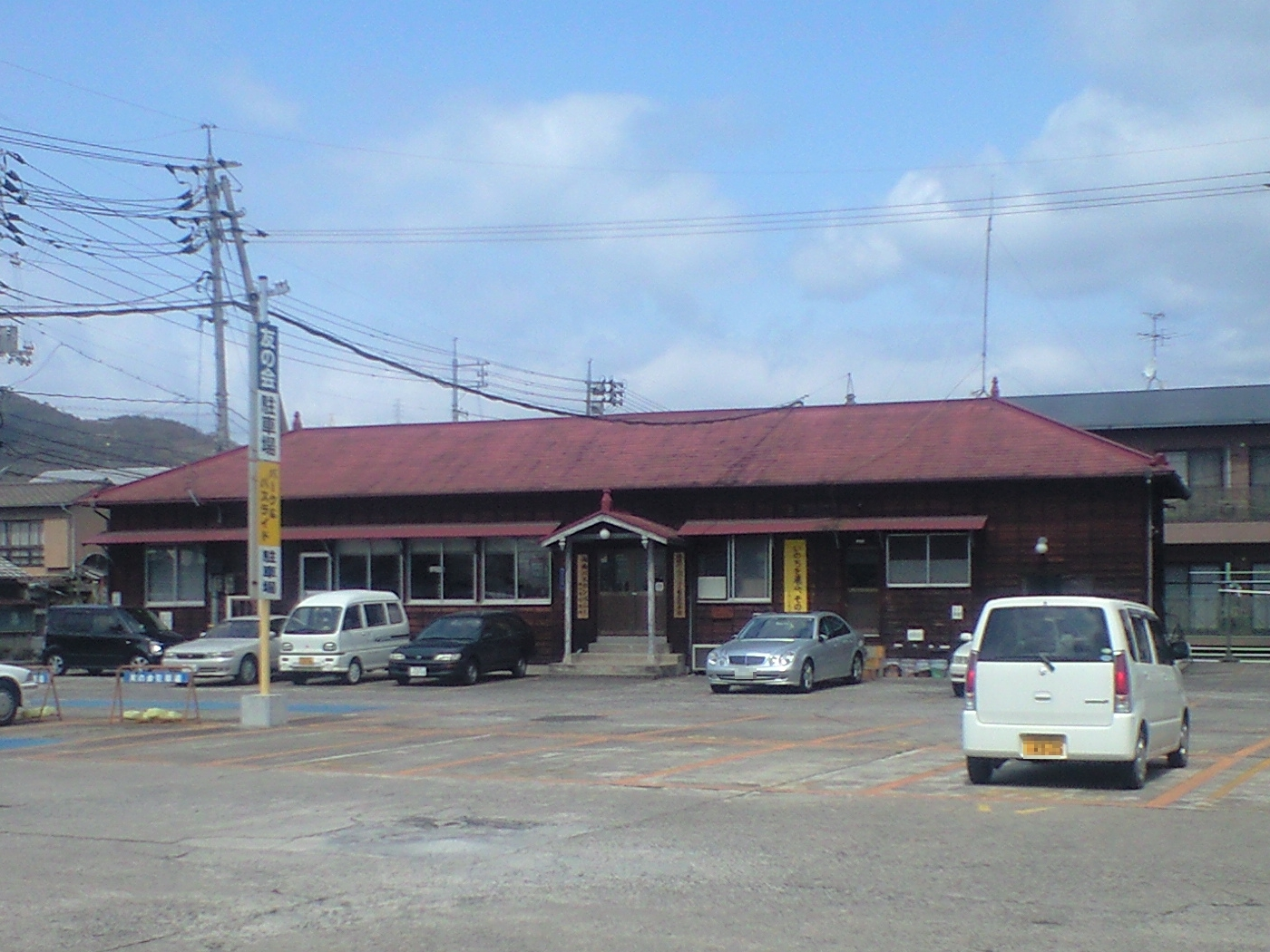
両備ホールディングス・両備バスカンパニー西大寺営業所事務所（旧西大寺鉄道本社社屋）2009年3月20日

旧西大寺鉄道線の路盤の大半（特に、長岡-西大寺間）は道路（サイクリングロード（岡山市道402410086号西大寺中野86号線・岡山市道402415040号広谷40号線・岡山市道402416052号西大寺松崎53号線・岡山市道402416085号西大寺松崎86号線）を含む）、一部（特に、後楽園 長岡間）は住宅用地などの民有地として払い下げや譲渡の上で転用され、後楽園・森下・西大寺の主要3駅についてはその跡地が、両備バス社内で、夢二郷土美術館（後楽園）、両備バス車庫・寮（森下）、西大寺バスターミナル（西大寺）等に、また藤原駅の跡地も同じ系列会社であるタクシー会社の岡山交通藤原営業所に転用された。
もっとも、主要駅の一つであった財田駅については周辺の道路事情が極端に悪いためかバスターミナルへの転用が実施されず、長期にわたって駅舎やプラットホームが放置された後で整地され、現在はその跡地が国鉄→JR西日本東岡山駅駅前広場の一部および同駅前駐車場となっている。加えて、財田駅の西側に工業団地が建設された際に区画整理されたためにこの周辺では路盤が完全に消滅しており、線路跡のトレースが困難となっている。財田駅駅舎は廃止後に両備バス西大寺営業所（現在の両備ホールディングス・両備バスカンパニー西大寺営業所）へ移築されて、現在も乗務員休憩所として使用され、大多羅駅駅舎は現在でも公民館として使用されている。
なお、両備バス西大寺バスセンターに隣接している両備ホールディングス・両備バスカンパニー西大寺営業所の営業所事務所（木造平屋建）は、1955年まで西大寺鉄道本社社屋として使用されていた建物であり両備ホールディングス登記上の本店の機能も有している。
今後はギャラリーをキハ7号の車内に併設し、両備ホールディングス・両備バスカンパニー西大寺営業所の営業所事務所を改装し、西大寺鐵道記念館にする計画がある。